# Catedral de Sant Joan Baptista de Santorí
La Catedral de Sant Joan Baptista o simplement Catedral de Santorí (en grec: καθεδρικός ναός του Άγιου Ιωάννη τον Βαπτιστή) és el nom que rep un edifici religiós afiliat a l'Església Catòlica que troba a Santorí, al país europeu de Grècia, i serveix com la catedral de la Diòcesi de Santorí (Dioecesis Sanctoriensis o Επισκοπή Θήρας) que va ser creada en 1204.
La catedral està situada al centre de la ciutat, al barri catòlic. L'església va ser construïda en 1823 i va ser completament restaurada i reconstruïda en 1970, després del terratrèmol de 1956. L'edifici és d'estil barroc i es combinen els colors blau gris i crema.